# Jacodu
Jacodu (deutsch Ungarisch-Sacken, ungarisch Magyarzsákod) ist ein Dorf im Kreis Mureș in der Region Siebenbürgen in Rumänien. Es gehört zur Gemeinde Vețca. Dieser Ort liegt etwa 4 km entfernt.
Etwa 1,5 km entfernt liegt der rumänische Ort Jacu (Oláhzsákod), der zur Gemeinde Albești gehört und nur noch 6 ständige Einwohner hat. Aus diesem Grund verfällt kulturhistorisch wertvolle Bausubstanz. Es befindet sich hier ein orthodoxes Kloster, das dem Hl. Nikolaus geweiht ist. Mit seinem Bau wurde anstelle einer verfallenen katholischen Kirche in den 1990er Jahren begonnen.
Nach Sighișoara sind es etwa 12 km Luftlinie in südwestlicher Richtung, ein unmarkierter Wanderweg dorthin ist knapp 15 km lang. Jacodu ist auf der Kreisstraße (Drum județean) DJ 134 zu erreichen. Im Bereich des Dorfes und von Vânători kommend, ist die Straße nicht asphaltiert. Ab dem Ende des Dorfes (Richtung Talschluss) ist die Anfang des 20. Jahrhunderts erbaute Straße verfallen, teilweise in einem sehr schlechten Zustand und daher nur mit Pferdewagen befahrbar.
In Jacodu leben überwiegend Ungarn (Szekler). 2002 wurden 245 Ungarn und 47 Roma registriert. Etwa 500 m entfernt vom Ende des Dorfes Richtung Talschluss gibt es eine Siedlung mit Roma, die dort in Hütten aus Holz und Lehm wohnen. Sie leben als Tagelöhner, vom Handel mit Pferden und dem Sammeln von Kräutern und Beeren für die medizinische Industrie (z. B. Weißdorn).
In Jacodu wie auch in den anderen beiden Orten der Gemeinde (neben Vețca noch Sălașuri) gibt es so gut wie keine Arbeitsplätze. Einige Bewohner pendeln in die Städte außerhalb des Tals zur Arbeit. Das Überleben sichern kleinststrukturierte Landwirtschaft sowie Gärten und Haustiere (Federvieh, Schafe oder Ziegen, Hasen, vereinzelt Rinder).
Der Ort hat zwei Kirchen, eine katholische und eine unitarische. Vor der katholischen Kirche befinden sich im traditionellen Szekler-Stil geschnitzte Skulpturen des (noch aktiven) einheimischen Künstlers János Deák.

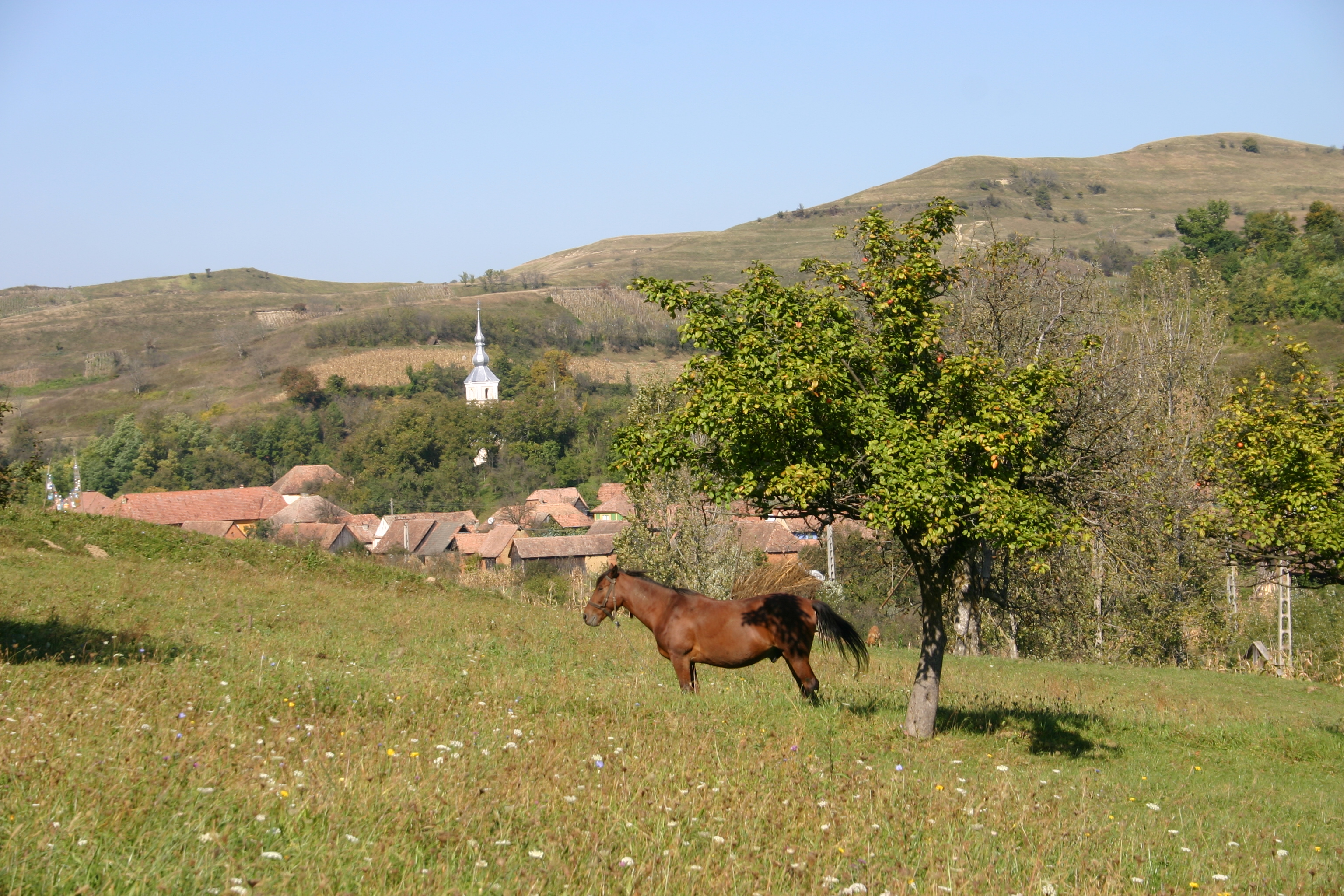
Blick über Jacodu Richtung NO, im Hintergrund der Turm der katholischen Kirche.
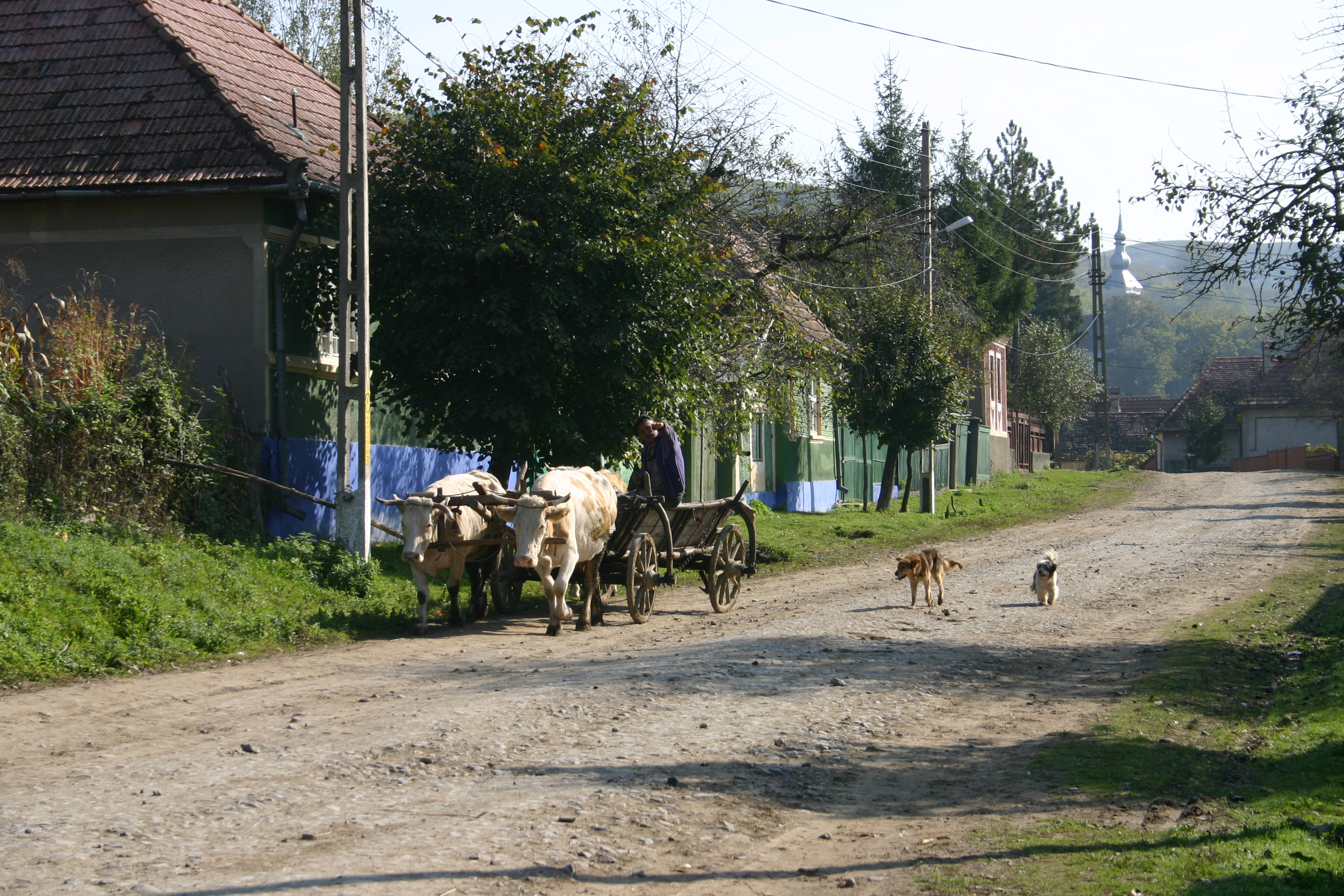
Ein zwar schon seltenes, aber immer noch anzutreffendes Transportmittel.
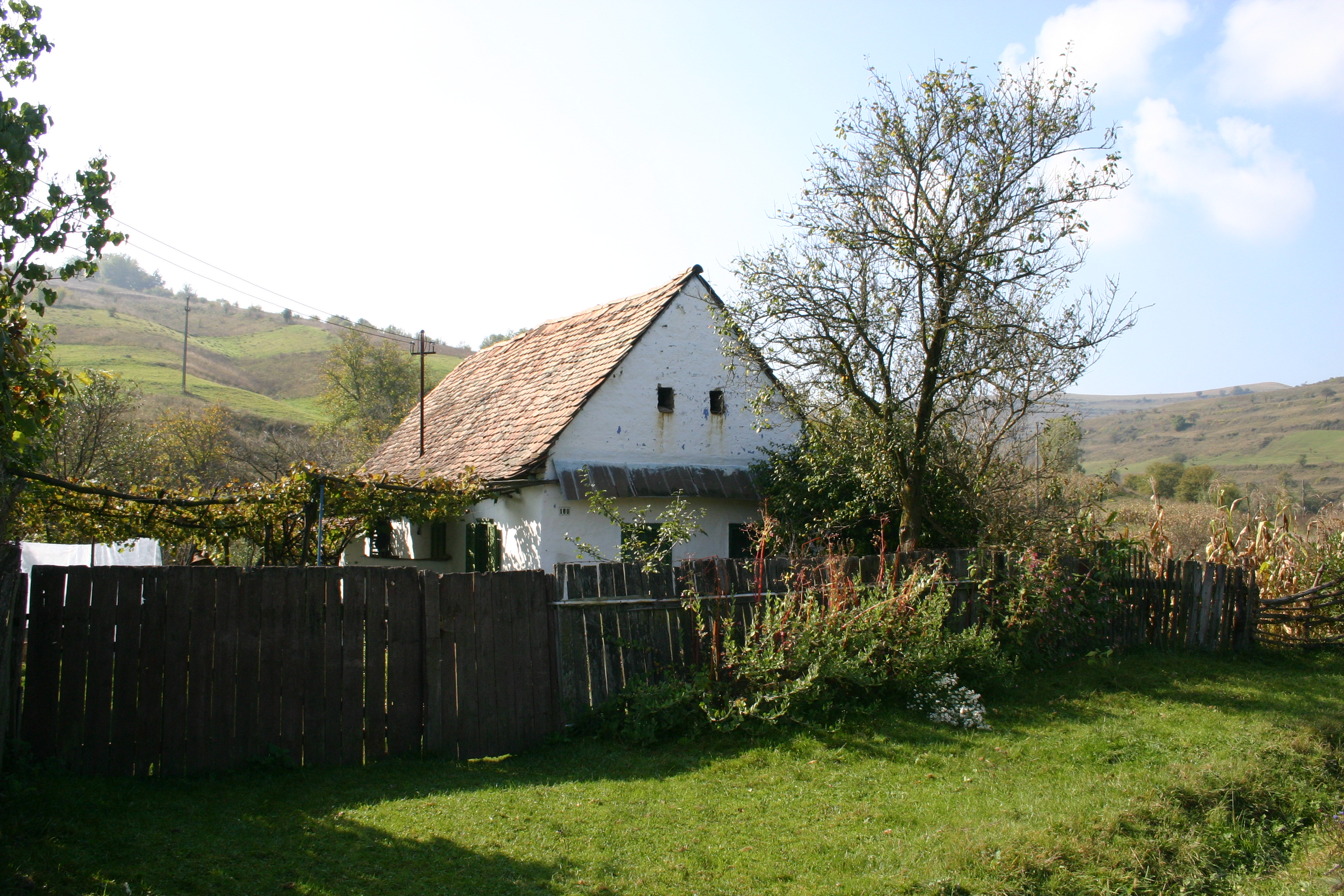
Kleines Haus am Dorfrand an der Kreuzung Richtung Jacu.
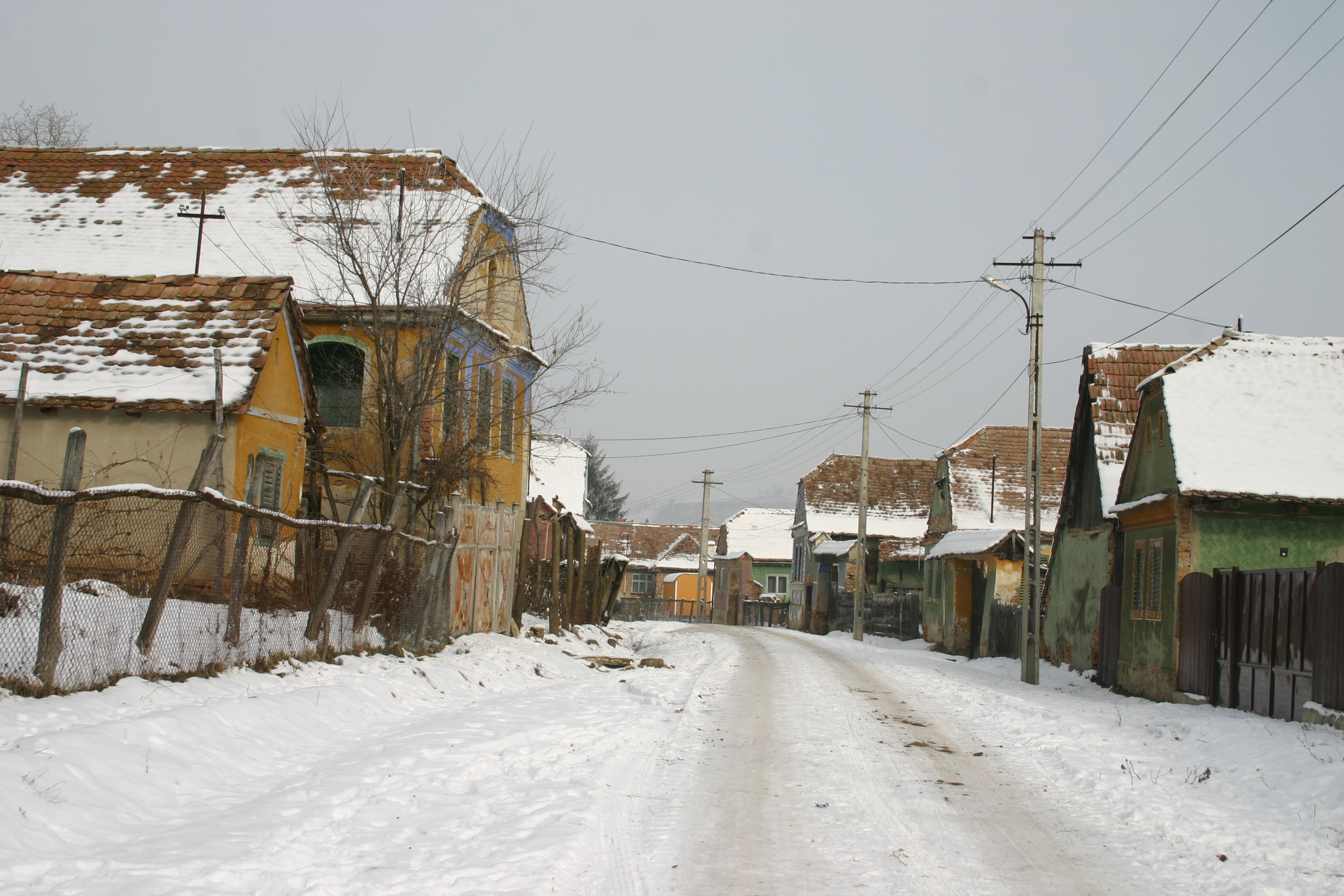
Die Dorfstraße in Jacu, gesäumt von leerstehenden Häusern.
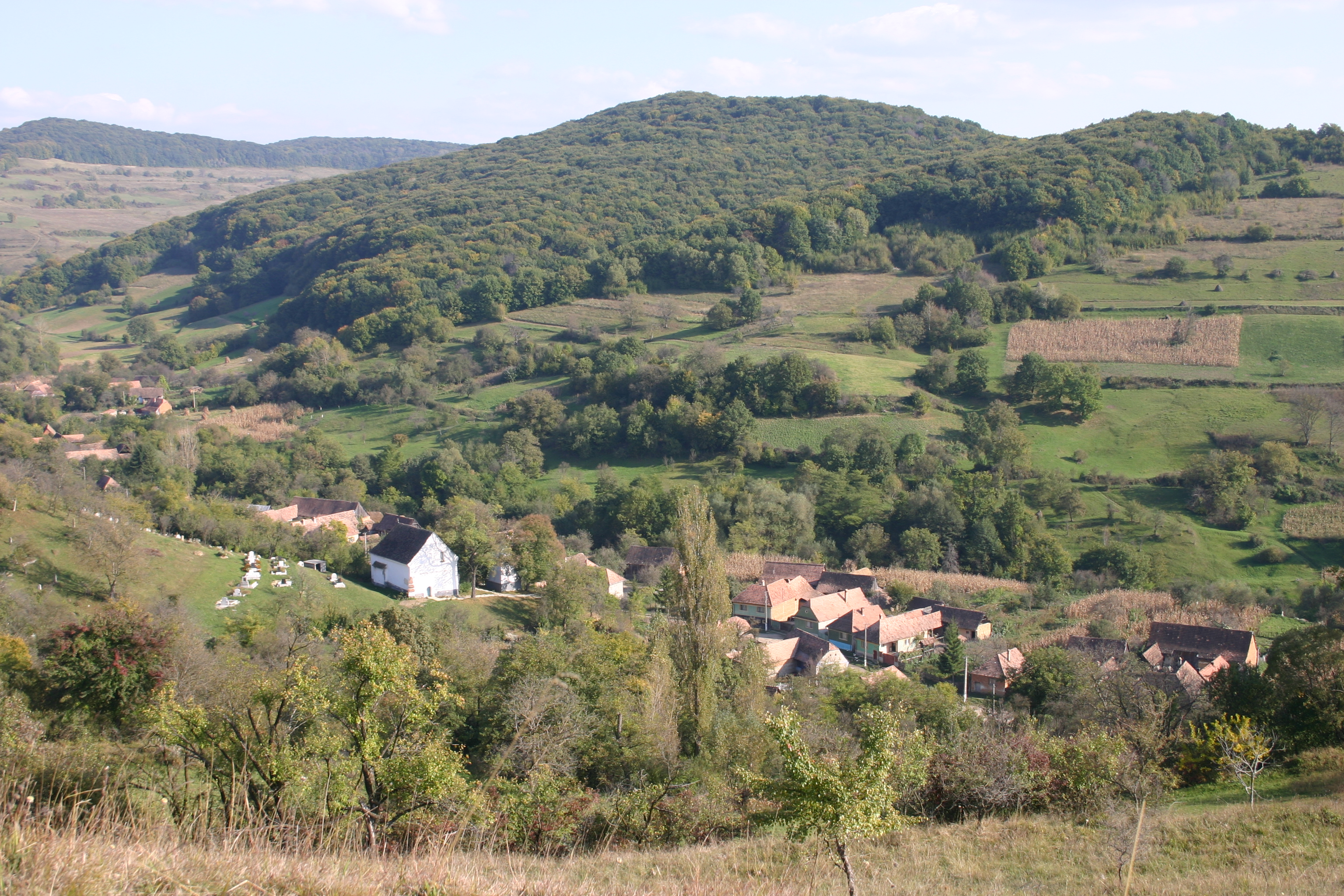
Der alte Ortsteil von Jacodu, mit der Unitarierkirche und ihrem Friedhof (Bildmitte links)
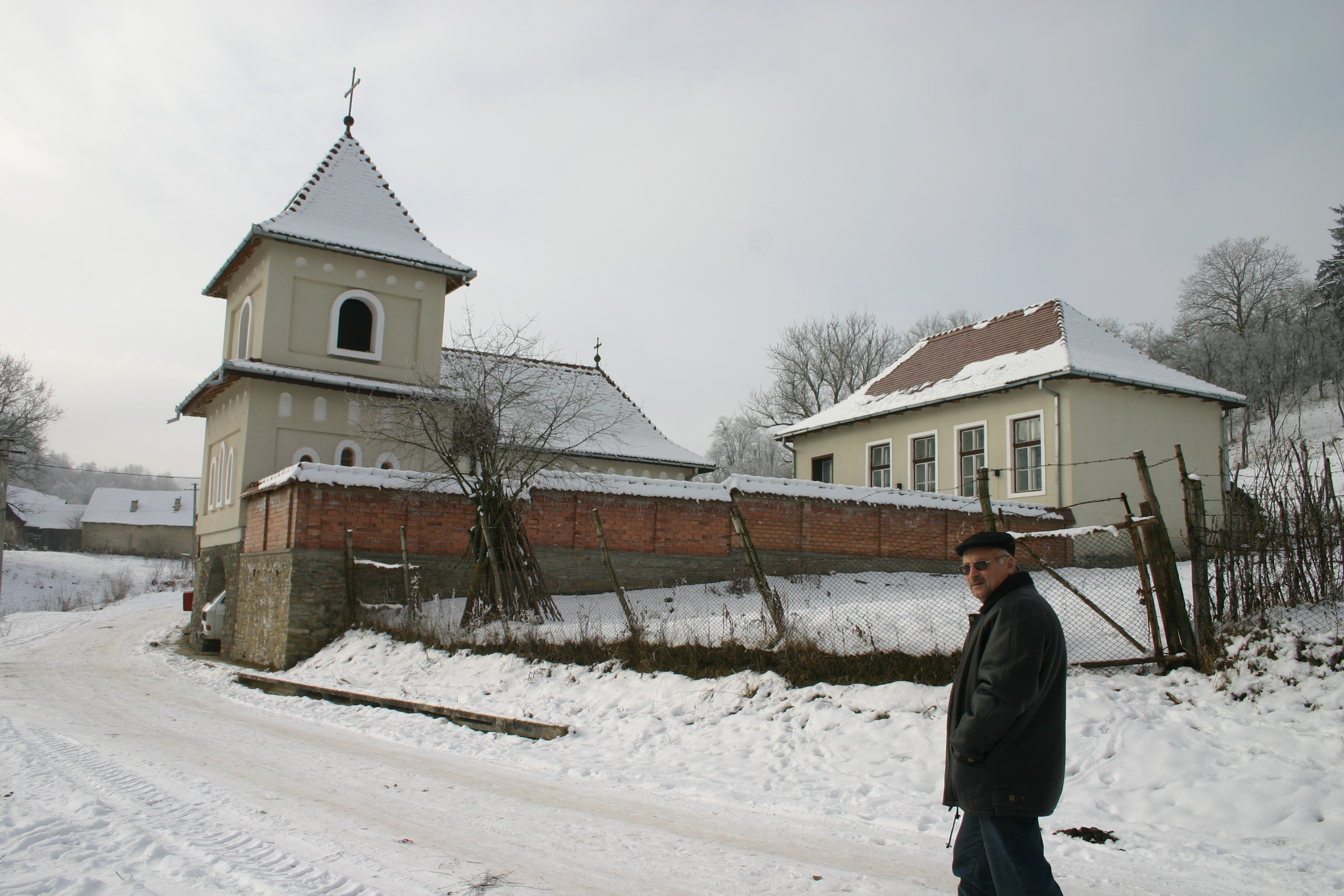
Das Kloster ist dem Hl. Nikolaus geweiht.
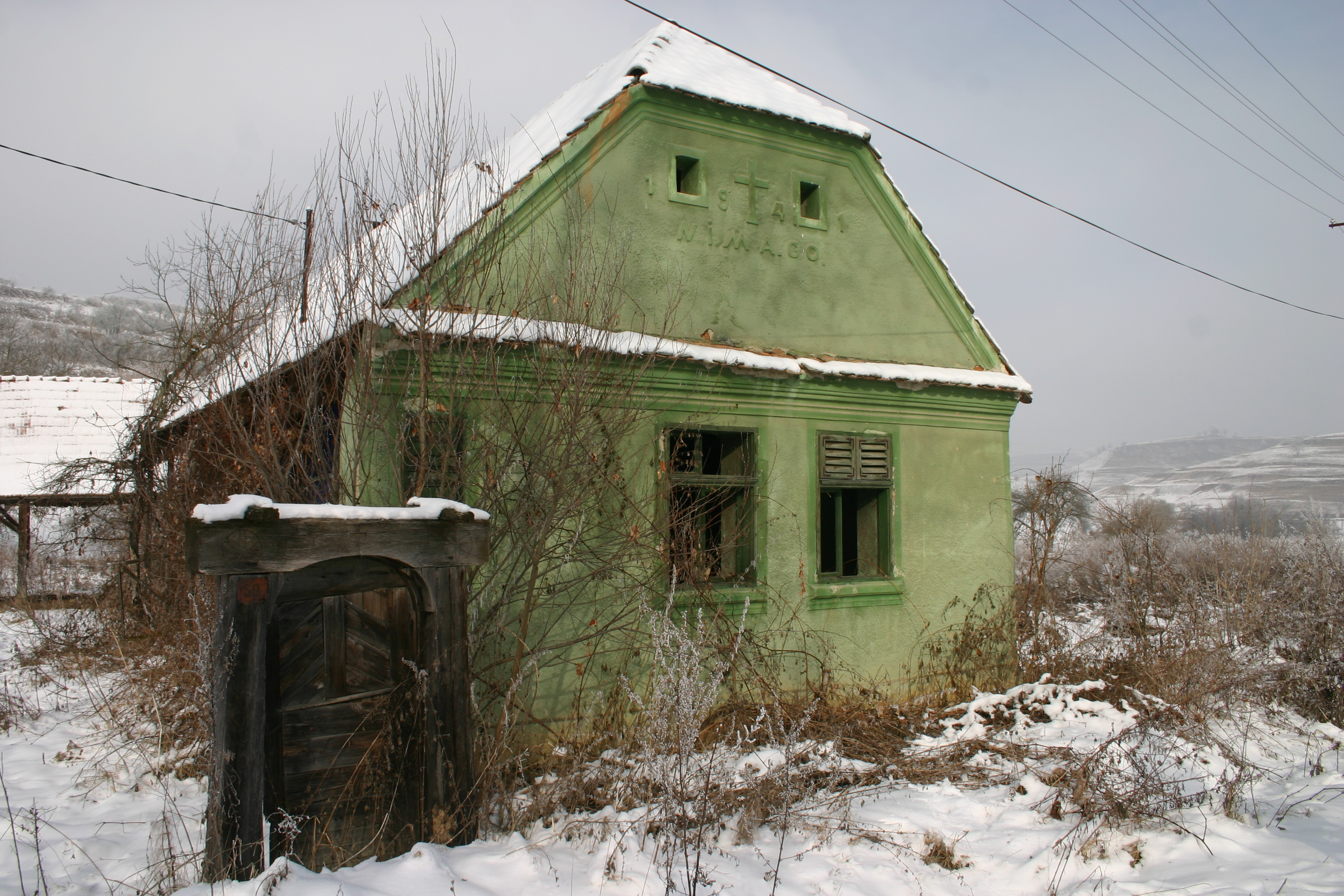
Die verlassenen Häuser verfallen, wertvolle kulturhistorische Bausubstanz geht verloren.